# Greensted
Greensted är en liten ort i civil parish Ongar, i distriktet Epping Forest, i grevskapet Essex, Storbritannien, 35 kilometer nordöst om London.
Greensted är känd för sin träkyrka av stavkonstruktion, den enda i sitt slag i England bevarade, härstammande från medeltiden och besläktad med vissa stavkyrkor i Norge. År 1965 blev den en del av den då nybildade Ongar. Civil parish hade 711 invånare år 1961. Byn nämndes i Domedagsboken (Domesday Book) år 1086, och kallades då Gernesteda.